# Burg Gandersheim

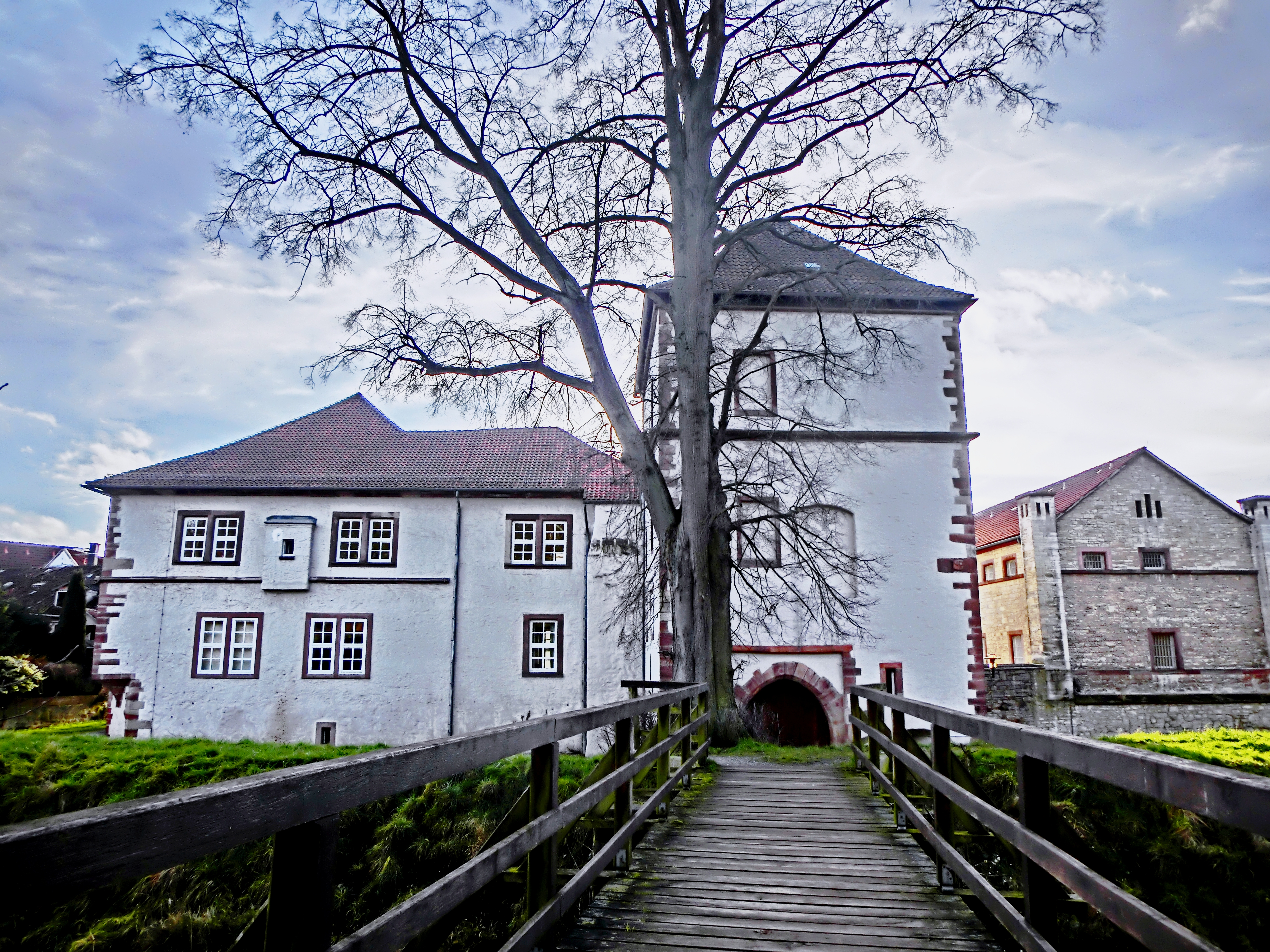
Frühere Burg Gandersheim

Die Burg Gandersheim ist es eine ehemalige Wasserburg in Bad Gandersheim in Niedersachsen, in deren Baulichkeiten heute das Amtsgericht Bad Gandersheim seinen Sitz hat. Die Braunschweiger Herzöge ließen die Burg im 13. Jahrhundert als Gegengewicht zum Stift Gandersheim errichten.

## Beschreibung

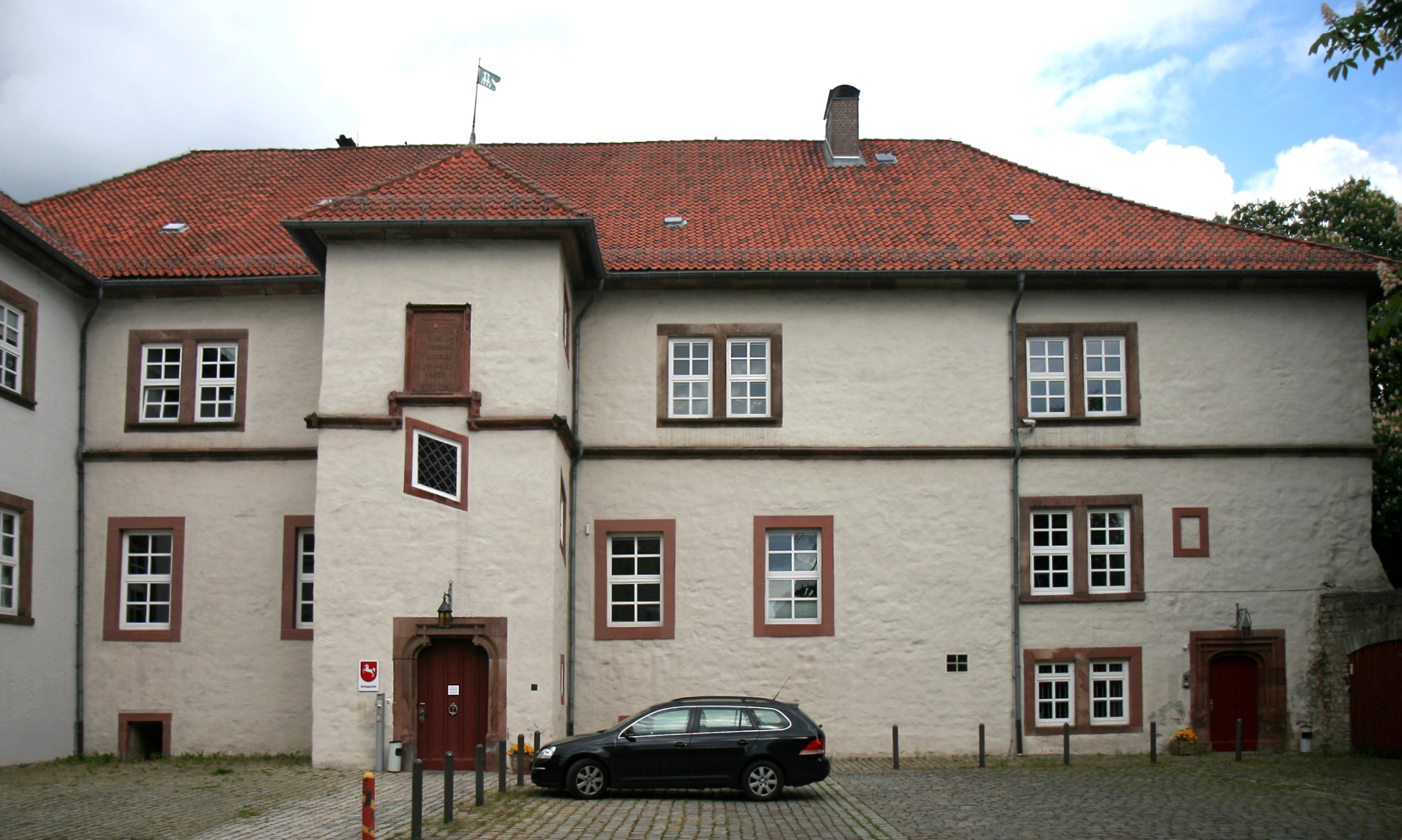
Innenhof der Burg Gandersheim mit Palas und Treppenturm

Der Hauptzugang zur Wasserburg führte von Norden über die Gande, deren Wasser die Burg umfloss bzw. den Burggraben speiste. Die Burganlage befand sich innerhalb der früheren Stadtbefestigung und liegt heute nördlich der Altstadt. Von der Burganlage sind noch der nach Norden zur Gande weisende Torturm und der zweigeschossige Palas vorhanden, an den im Innenhof ein rechteckiger Treppenturm angesetzt ist. Im 15. und 16. Jahrhundert kam es durch die Herzöge Heinrich der Ältere sowie seinen Sohn Heinrich der Jüngere zu Um- und Erweiterungsbauten, darunter um 1530 beim Palas. Darin ist seit 1859 das Amtsgericht untergebracht. Auf dem Burghof finden sich noch Mauerreste der Burganlage. Die Burggräben sind im Laufe der Zeit zugeschüttet worden. An der Stelle des Rittersaales wurde 1854 ein Gefängnisbau errichtet.

## Geschichte

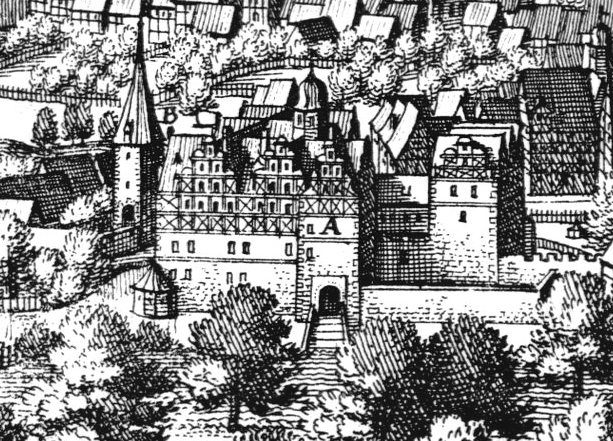
Merian-Stich der Anlage um 1654

Die erste urkundliche Erwähnung der Burg Gandersheim  erfolgte 1318 als „Castrum nomine Gandersheym“. 1347 wurde die Anlage als slot (Schloss), 1350 als hus (Haus) und 1360 als die Borg to Gandershem bezeichnet. Gegen den durch die Errichtung der Burg offenkundig gewordenen Machtanspruch der Welfen auf die Stadt versuchte Abtissin Sophia II. mit finanziellen Mitteln vorzugehen. Da dies die finanziellen Möglichkeiten ihres Stifts aber bei weitem überstieg, musste sie ihre Exkommunikation hinnehmen. Im 14. Jahrhundert saß auf der Burg der Vogt für das Stift Gandersheim. Um das 15. und 16. Jahrhundert war die Burg Residenz der braunschweigischen Herzöge, womit diese ihren politischen Zentralort ihres südlichen Territoriums stärkten. Im Spätmittelalter hatte das herzogliche Amt Gandersheim seinen Sitz in der Burg.
Im 16. Jahrhundert spielt die Burg eine Rolle in einer Affäre zwischen Herzog Heinrich der Jüngere von Braunschweig-Wolfenbüttel und seiner Hofdame Eva von Trott. Als das Verhältnis 1532 bekannt wurde, ließ der Herzog sie zum Schein verschwinden. Er schickte die aus Hessen stammende Adelsdame vom Herzogssitz in Wolfenbüttel aus nach Hause. Auf dem Wege erklärte die Hofdame in der herzoglichen Burg Gandersheim, dass sie von der Pest befallen sei und täuschte damit ihr Ableben vor. Ihr angeblicher Sarg wurde in der Kirche der Franziskaner, die im Ort bereits 1385 einen Ritterhof zu einer Terminei ausgebaut hatten und nun die Exequien feierten, beigesetzt. Dies erfolgte, während sie sich zur einsam gelegenen Stauffenburg begab, wo sie das Verhältnis mit dem Herzog fortsetzte.
Im 20. Jahrhundert befand sich im Burgareal bis zum Jahr 2006 die Sozialtherapeutische Anstalt Bad Gandersheim als Abteilung der Justizvollzugsanstalt Sehnde.

## Weitere Burgen in Gandersheim

### Tummelburg
Im Papenkrieg, dem Gandersheimer Pfaffenkrieg als Auseinandersetzung zwischen Stiftsangehörigen Mitte des 15. Jahrhunderts, baute die Stadt 1468 östlich der Stiftskirche gegenüber der Abtei die Tummelburg. Der Name rührt daher, dass sich jahrelang bewaffnete Kanoniker auf dem Platz vor der Stiftskirche tummelten, da ein Streit zwischen zwei Äbtissinnen über ihren Anspruch auf die Position als Abtissin des Stifts schwelte. Der Papst hatte den Bau untersagt und Johann Brüggemann, Propst und Dechant von St. Alexandri mit der Durchsetzung beauftragt. Da die Bürger den Bau aber durchsetzten, wurde die ganze Stadt mit Exkommunikation belegt. 1471 lenkte sie ein und gelobte, den Bau innerhalb von vier Jahren abzureißen. Die Stadt kam dem aber letztlich nicht nach, sodass der mehrstöckige Bau bis 1821 stehen blieb. Im 18. Jahrhundert wurde er unter beibehaltenem Namen als Mädchenschule genutzt und wurde bis heute als Straßenname beibehalten.

### Wilhelmsburg
Herzog Wilhelm der Jüngere von Braunschweig-Lüneburg erwarb 1488/89 gegen den Willen des Reichsstifts Stiftskurien im Südwesten der Stiftsfreiheit und errichtete ab 1490/95 das nach ihm benannte, repräsentative Stadtschloss Wilhelmsburg. Dies ließ er zudem als Sitz seiner Gemahlin Elisabeth ausbauen, sodass der Bau Wilhelmsburg genannt wurde. 1514 wurde das Schloss Witwensitz der Katharina von Pommern, die mit Wilhelms Sohn Heinrich I. vermählt war. 
Unmittelbar neben der Wilhelmsburg gründete Wilhelm 1501 das örtliche Franziskanerkloster. Von Heinrich I. ausgebaut, diente die Klosterkirche dem Herzog auch als Hofkirche. Heinrich II. ließ das 1542 von Fürsten des Schmalkaldischen Bundes beschädigte Kloster reparieren, doch Vollrad von Mansfeld zerstörte es 1552 erneut.
Nach der Reformation entschied Julius, auf dem Gelände zwecks Ausbau des höheren Schulwesens 1570 ein Paedagogium illustre zu errichten, dem die Wilhelmsburg als Auditorium dienen sollte. Nikolaus Selnecker weihte 1571 die Anlage ein. Andreas Cludius war einer der Schüler. Wenige Jahre später löste Julius aus baulichen Überlegungen die Einrichtung auf und gründete stattdessen die Universität Helmstedt.
1587/88 wurde in der Wilhelmsburg das Hofgericht untergebracht, später kam es in Privatbesitz. 1756 erwarb die Stadt das Gebäude und nutzte es als städtisches Brauhaus. Zwischen 1871 und dem erneuten Kauf seitens der Stadt Bad Gandersheim 1972 war es wieder in privater Hand. Im 1896 errichteten Neubau ist ein Teil der Stadtverwaltung untergebracht. 
Der mit der Auflösung des Franziskanerklosters und der Verlegung des landesherrschaftlichen Mittelpunkts verbundene  Gebäudeverfall mündete 1895 in den Neubau eines steinernen, im Äußeren an den im Merianstich von 1654 erkennbaren Renaissancebau angelehnten Repräsentativgebäudes. Es wurde erneut Wilhelmsburg genannt und wird heute als Standesamt der Stadt genutzt.